# جوناثان كينارد
جوناثان كينارد (بالإنجليزية: Jonathan Kennard)‏ هو سائق سباق بريطاني، ولد في 26 يونيو 1985 في رويال تونبريدج ولز ‏ في المملكة المتحدة.

## روابط خارجية
- جوناثان كينارد على موقع DriverDB.com (الإنجليزية)